# Muscolo stapedio
Lo stapedio è il più piccolo dei muscoli striati del corpo umano e ha un aspetto bipennuto.  Con appena un millimetro di lunghezza, il suo scopo è quello di stabilizzare l'osso più piccolo del corpo: la staffa.
Si trova nell'eminenza piramidale, al di dietro della staffa. Dalla piramide fuoriesce il tendine che si inserisce sulla testa della staffa. Quando lo stapedio si contrae, la staffa viene tirata verso il cavo timpanico, cioè lateralmente.
Lo stapedio si trova nell'orecchio medio, ed è innervato dal ramo timpanico del VII nervo encefalico, il nervo facciale.
Si ritiene che originariamente fosse un muscolo mimico.

## Funzione
Esso ha il compito di prevenire un eccessivo movimento della staffa, aiutando così il controllo dell'ampiezza delle onde sonore dall'ambiente esterno all'interno dell'orecchio. È l'antagonista del muscolo tensore del timpano, che affievolisce primariamente quei suoni associati con la masticazione. La prevalenza del tensore del timpano, aumentando la tensione della membrana, faciliterebbe la trasmissione dei suoni acuti, mentre quella dello stapedio, che svolge una funzione opposta, favorirebbe la trasmissione dei suoni gravi.

## Patologia
La paralisi dello stapedio permette oscillazioni più ampie da parte della staffa, provocando reazioni di aumento della percezione delle onde sonore. Questa condizione, nota come iperacusia, provoca nei soggetti che ne soffrono una percezione dei rumori normali di tutti i giorni come se fossero intollerabilmente alti. Nei casi di paralisi di Bell i pazienti riferiscono di avvertire i suoni provenienti dall'orecchio interessato all'affezione come più rimbombanti.